# فرانك ساندمان
فرانك ساندمان (بالإنجليزية: Frank Sandeman)‏ هو مدرب كرة قدم ولاعب كرة قدم بريطاني في مركز جناح ‏، ولد في 28 أغسطس 1936 في دندي في المملكة المتحدة، وتوفي في 23 نوفمبر 2018. لعب مع نادي اربوراث ونادي بريتشين سيتي ونادي ستيرلينغشير الشرقية ونادي مونتروز لكرة القدم وهارت أوف ميدلوثيان.